# Anthony Zambrano
Anthony José Zambrano de la Cruz (Maicao, La Guajira, 17 de enero de 1998) es un atleta colombiano, reconocido por ser el primer medallista colombiano en un evento de pista en un Campeonato Mundial de Atletismo, y el primer colombiano en obtener una medalla olímpica en un evento de pista en atletismo.

## Carrera

### Inicios y Juegos Panamericanos 2019
Zambrano compitió en la categoría 4×400 metros relevos en los Juegos Olímpicos de Río 2016. Fue finalista en la categoría de 400 metros en el Torneo Mundial Juvenil de 2015 en Cali, Colombia. En 2019 obtuvo la medalla dorada en la categoría de 400 metros en los Juegos Panamericanos de 2019 en Lima. En los mismos juegos nuevamente consiguió el oro, esta vez en la categoría 4x400 metros relevos.

### Mundial de atletismo 2019
En el Campeonato Mundial de Atletismo disputado en Doha en 2019, Zambrano obtuvo la medalla de plata en la categoría de 400 metros masculino, convirtiéndose en el primer medallista colombiano en la historia de esta competencia. El atleta superó además su propia marca nacional, establecida en las semifinales, con un tiempo de 44,15 segundos.

### Juegos Olímpicos de Tokio 2020
En el año 2020, logra la medalla de plata en la categoría de 400m masculino con un tiempo de 44,08 segundos